# WWE Studios
WWE Studios is een in Los Angeles gevestigde dochteronderneming van WWE (vroeger gekend als World Wrestling Entertainment), opgericht in 2002 om WWE-films te ontwikkelen en te produceren.

## Filmografie
- Als coproducenten
  - The Scorpion King (2002) - met Dwayne "The Rock" Johnson
  - The Rundown (2003) - met The Rock
  - Walking Tall (2004) - met The Rock
  - Behind Enemy Lines: Colombia (2009, Direct-to-DVD) - met Mr. Kennedy
  - Scooby-Doo! WrestleMania Mystery (2014, Direct-to-DVD) - met stemmen van: John Cena, Brodus Clay, Michael Cole, Kane, AJ Lee, Santino Marella, The Miz, Triple H. & Mr. McMahon.

- Als enige producenten
  - The Mania of WrestleMania (2004) - Een documentaire film naar aanleiding van de WrestleMania XIX
  - See No Evil (2006) - met Kane
  - The Marine (2006) - met John Cena
  - The Condemned (2007) - met Stone Cold Steve Austin
  - 12 Rounds (2009) - met John Cena
  - The Marine 2 (2009, Direct-to-DVD) - met Ted DiBiase Jr.
  - Legendary (2010) - met John Cena
  - Knucklehead (2010) - met Big Show
  - The Chaperone (2011) - met Triple H
  - That's What I Am (2011) - met Randy Orton
  - Inside Out (2011) - met Triple H
  - The Reunion (2011) - met John Cena
  - Bending the Rules (2012) - met Adam Copeland, beter bekend als Edge
  - The Marine 3: Homefront (2013) - met The Miz
  - 12 Rounds 2 reloaded (2013) met Randy Orton
  - 12 Rounds 3 Lockdown (2015) met Dean Ambrose
  - WWE Unreal (2025)